# 卵圓窗
卵圓窗（oval window）/（vestibular window）是由中耳到內耳的一個腎狀形小窗，位于鼓室后部，是中耳和内耳之间的两个开口之一（另一个为圆窗）。
- 鐙骨與卵圓窗通过镫骨环状韧带（英语：Annular ligament of stapes）相连，將力先后傳遞到耳前庭、耳蝸[3][4]。

- 由中耳的聲音信號轉換為相應的神經電信號，由听神经传递至腦的中樞聽覺系統接受進一步處理，最終實現聽覺。

## 相片

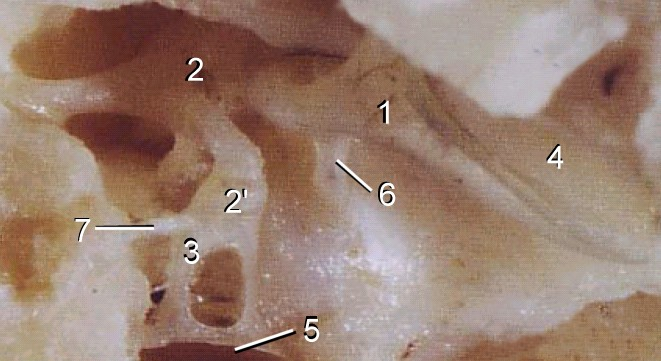
ウシの中耳構造1.槌骨　2.砧骨　2'.砧骨豆状突起　3.鐙骨　4.鼓膜　5.卵圓窗　6.鼓膜張筋　7.鐙骨筋

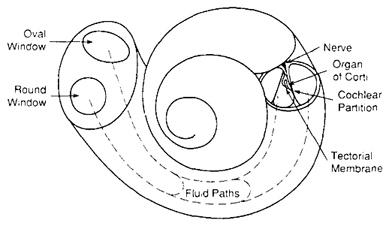
耳蜗

## 外部連結
- Diagram at Washington University
- The Anatomy Wiz.卵圓窗Oval Window項目